# Крижень американський
Крижень американський (Anas rubripes) — вид водоплавних птахів родини Качкові (Anatidae).

## Поширення
Крижень американський гніздиться на сході Канади та північному сході США. На зимівлю перелітає у південно-східні штати, інколи на Бермуди, Багами та Малі Антильські острови. Як залітний вид подеколи реєструється у Мексиці, Західній та Північній Європі.